# FK Mladost Apatin
El Fudbalski Klub Mladost Apatin es un club de fútbol serbio de la ciudad de Apatin. Fue fundado en 1928 y juega en la Liga Srpska de Vojvodina.